# 2. ŽNL Vukovarsko-srijemska NS Vinkovci 2014./15.
Prvenstvo i plasman u 1. ŽNL Vukovarsko-srijemsku je osvojio NK Slavonac Komletinci, dok je iz lige u 3. ŽNL Vukovarsko-srijemsku ispali NK Lipovac i NK Borac Banovci.

## Tablica
| Mj. | Klub                        | Sus. | Pobj. | Ner. | Por. | GR.   | Bod. |
| --- | --------------------------- | ---- | ----- | ---- | ---- | ----- | ---- |
| 1.  | NK Slavonac Komletinci      | 22   | 15    | 4    | 3    | 83:29 | 49   |
| 2.  | NK Lovor Nijemci            | 22   | 12    | 4    | 6    | 41:25 | 40   |
| 3.  | NK Šokadija Stari Mikanovci | 22   | 11    | 2    | 9    | 41:31 | 35   |
| 4.  | NK Mladost Cerić            | 22   | 10    | 4    | 8    | 46:41 | 34   |
| 5.  | HNK Vinkovci                | 22   | 10    | 3    | 9    | 40:34 | 33   |
| 6.  | NK Slavonac Prkovci         | 22   | 9     | 5    | 8    | 35:35 | 32   |
| 7.  | HNK Croatia Novi Jankovci   | 22   | 9     | 4    | 9    | 34:38 | 31   |
| 8.  | NK Meteor Slakovci          | 22   | 9     | 3    | 10   | 31:39 | 30   |
| 9.  | NK Borinci Jarmina          | 22   | 9     | 2    | 11   | 36:56 | 29   |
| 10. | NK Borac Retkovci           | 22   | 8     | 2    | 12   | 41:40 | 26   |
| 11. | NK Borac Banovci            | 22   | 6     | 3    | 13   | 29:60 | 21   |
| 12. | NK Lipovac                  | 22   | 4     | 4    | 14   | 14:43 | 16   |

## Rezultati
| NK Borinci Jarmina - NK Borac Banovci 3:2 NK Lovor Nijemci - HNK Vinkovci 3:1 NK Slavonac Prkovci - NK Lipovac 0:1 NK Šokadija Stari Mikanovci - NK Borac Retkovci 2:0 NK Croatia Novi Jankovci - NK Meteor Slakovci 2:0 NK Mladost Cerić - NK Slavonac Komletinci 1:1 | NK Mladost Cerić - NK Croatia Novi Jankovci 2:1 NK Meteor Slakovci - NK Šokadija Stari Mikanovci 0:1 NK Borac Retkovci - NK Slavonac Prkovci 0:1 NK Lipovac - NK Lovor Nijemci 0:0 HNK Vinkovci - NK Borinci Jarmina 2:0 NK Slavonac Komletinci - NK Borac Banovci 4:2  | NK Šokadija Stari Mikanovci - NK Mladost Cerić 6:1 NK Slavonac Prkovci - NK Meteor Slakovci 0:3 NK Lovor Nijemci - NK Borac Retkovci 4:2 NK Borinci Jarmina - NK Lipovac 4:1 NK Borac Banovci - HNK Vinkovci 0:5 NK Croatia Novi Jankovci - NK Slavonac Komletinci 1:1 |
| NK Mladost Cerić - NK Slavonac Prkovci 2:3 NK Croatia Novi Jankovci - NK Šokadija Stari Mikanovci 2:1 NK Meteor Slakovci - NK Lovor Nijemci 0:0 NK Borac Retkovci - NK Borinci Jarmina 1:3 NK Lipovac - NK Borac Banovci 1:1 NK Slavonac Komletinci - HNK Vinkovci 2:3 | NK Lovor Nijemci - NK Mladost Cerić 4:1 NK Slavonac Prkovci - NK Croatia Novi Jankovci 3:1 NK Borinci Jarmina - NK Meteor Slakovci 1:2 NK Borac Banovci - NK Borac Retkovci 1:0 HNK Vinkovci - NK Lipovac 1:0 NK Šokadija Stari Mikanovci - NK Slavonac Komletinci 4:2  | NK Mladost Cerić - NK Borinci Jarmina 2:0 NK Croatia Novi Jankovci - NK Lovor Nijemci 0:4 NK Šokadija Stari Mikanovci - NK Slavonac Prkovci 3:0 NK Meteor Slakovci - NK Borac Banovci 3:4 NK Borac Retkovci - HNK Vinkovci 0:2 NK Slavonac Komletinci - NK Lipovac 1:0 |
| NK Borac Banovci - NK Mladost Cerić 0:4 NK Borinci Jarmina - NK Croatia Novi Jankovci 1:2 NK Lovor Nijemci - NK Šokadija Stari Mikanovci 2:1 HNK Vinkovci - NK Meteor Slakovci 0:1 NK Lipovac - NK Borac Retkovci 1:3 NK Slavonac Prkovci - NK Slavonac Komletinci 4:3 | NK Mladost Cerić - HNK Vinkovci 0:0 NK Croatia Novi Jankovci - NK Borac Banovci 3:1 NK Šokadija Stari Mikanovci - NK Borinci Jarmina 3:2 NK Slavonac Prkovci - NK Lovor Nijemci 2:1 NK Meteor Slakovci - NK Lipovac 0:0 NK Slavonac Komletinci - NK Borac Retkovci 4:0  | NK Lipovac - NK Mladost Cerić 0:0 HNK Vinkovci - NK Croatia Novi Jankovci 0:0 NK Borac Banovci - NK Šokadija Stari Mikanovci 2:2 NK Borinci Jarmina - NK Slavonac Prkovci 2:2 NK Borac Retkovci - NK Meteor Slakovci 4:0 NK Lovor Nijemci - NK Slavonac Komletinci 1:1 |
| NK Mladost Cerić - NK Borac Retkovci 1:0 NK Croatia Novi Jankovci - NK Lipovac 3:0 NK Šokadija Stari Mikanovci - HNK Vinkovci 0:1 NK Slavonac Prkovci - NK Borac Banovci 2:0 NK Lovor Nijemci - NK Borinci Jarmina 2:0 NK Slavonac Komletinci - NK Meteor Slakovci 8:1 | NK Meteor Slakovci - NK Mladost Cerić 3:1 NK Borac Retkovci - NK Croatia Novi Jankovci 4:0 NK Lipovac - NK Šokadija Stari Mikanovci 1:0 HNK Vinkovci - NK Slavonac Prkovci 0:1 NK Borac Banovci - NK Lovor Nijemci 0:2 NK Borinci Jarmina - NK Slavonac Komletinci 3:11 | NK Borac Banovci - NK Borinci Jarmina 2:1 HNK Vinkovci - NK Lovor Nijemci 0:1 NK Lipovac - NK Slavonac Prkovci 2:0 NK Borac Retkovci - NK Šokadija Stari Mikanovci 2:0 NK Meteor Slakovci - NK Croatia Novi Jankovci 0:2 NK Slavonac Komletinci - NK Mladost Cerić 3:2 |
| NK Croatia Novi Jankovci - NK Mladost Cerić 0:3 NK Šokadija Stari Mikanovci - NK Meteor Slakovci 1:0 NK Slavonac Prkovci - NK Borac Retkovci 0:0 NK Lovor Nijemci - NK Lipovac 1:0 NK Borinci Jarmina - HNK Vinkovci 1:1 NK Borac Banovci - NK Slavonac Komletinci 0:5 | NK Mladost Cerić - NK Šokadija Stari Mikanovci 2:0 NK Meteor Slakovci - NK Slavonac Prkovci 2:1 NK Borac Retkovci - NK Lovor Nijemci 5:3 NK Lipovac - NK Borinci Jarmina 1:2 HNK Vinkovci - NK Borac Banovci 0:1 NK Slavonac Komletinci - NK Croatia Novi Jankovci 4:0  | NK Slavonac Prkovci - NK Mladost Cerić 1:1 NK Šokadija Stari Mikanovci - NK Croatia Novi Jankovci 2:1 NK Lovor Nijemci - NK Meteor Slakovci 3:1 NK Borinci Jarmina - NK Borac Retkovci 3:2 NK Borac Banovci - NK Lipovac 0:1 HNK Vinkovci - NK Slavonac Komletinci 2:3 |
| NK Mladost Cerić - NK Lovor Nijemci 3:1 NK Croatia Novi Jankovci - NK Slavonac Prkovci 0:0 NK Meteor Slakovci - NK Borinci Jarmina 4:0 NK Borac Retkovci - NK Borac Banovci 2:2 NK Lipovac - HNK Vinkovci 0:3 NK Slavonac Komletinci - NK Šokadija Stari Mikanovci 3:0 | NK Borinci Jarmina - NK Mladost Cerić 4:3 NK Lovor Nijemci - NK Croatia Novi Jankovci 1:1 NK Slavonac Prkovci - NK Šokadija Stari Mikanovci 2:2 NK Borac Banovci - NK Meteor Slakovci 4:1 HNK Vinkovci - NK Borac Retkovci 4:0 NK Lipovac - NK Slavonac Komletinci 1:6  | NK Mladost Cerić - NK Borac Banovci 7:2 NK Croatia Novi Jankovci - NK Borinci Jarmina 2:0 NK Šokadija Stari Mikanovci - NK Lovor Nijemci 2:0 NK Meteor Slakovci - HNK Vinkovci 3:2 NK Borac Retkovci - NK Lipovac 3:0 NK Slavonac Komletinci - NK Slavonac Prkovci 6:0 |
| HNK Vinkovci - NK Mladost Cerić 4:1 NK Borac Banovci - NK Croatia Novi Jankovci 4:2 NK Borinci Jarmina - NK Šokadija Stari Mikanovci 3:1 NK Lovor Nijemci - NK Slavonac Prkovci 4:1 NK Lipovac - NK Meteor Slakovci 2:4 NK Borac Retkovci - NK Slavonac Komletinci 3:4 | NK Mladost Cerić - NK Lipovac 6:1 NK Croatia Novi Jankovci - HNK Vinkovci 7:4 NK Šokadija Stari Mikanovci - NK Borac Banovci 6:0 NK Slavonac Prkovci - NK Borinci Jarmina 0:1 NK Meteor Slakovci - NK Borac Retkovci 2:0 NK Slavonac Komletinci - NK Lovor Nijemci 1:0  | NK Borac Retkovci - NK Mladost Cerić 7:1 NK Lipovac - NK Croatia Novi Jankovci 0:2 HNK Vinkovci - NK Šokadija Stari Mikanovci 4:1 NK Borac Banovci - NK Slavonac Prkovci 0:3 NK Borinci Jarmina - NK Lovor Nijemci 2:1 NK Meteor Slakovci - NK Slavonac Komletinci 1:1 |
| NK Mladost Cerić - NK Meteor Slakovci 2:0 NK Croatia Novi Jankovci - NK Borac Retkovci 2:3 NK Šokadija Stari Mikanovci - NK Lipovac 3:1 NK Slavonac Prkovci - HNK Vinkovci 9:1 NK Lovor Nijemci - NK Borac Banovci 3:1 NK Slavonac Komletinci - NK Borinci Jarmina 9:0 | | |

## Vanjske poveznice
- Zupanijski Nogometni Savez Vukovarsko-srijemske županije  Arhivirana inačica izvorne stranice od 1. studenoga 2015. (Wayback Machine)